# Ignazio Boncompagni Ludovisi
Ignazio Gaetano Boncompagni Ludovisi (Roma, 18 de juny de 1743 – Bagni di Lucca, 9 d'agost de 1790) va ser un cardenal italià de l'Església Catòlica, que ocupà el càrrec de Cardenal Secretari d'Estat.

## Biografia
Nascut en el si d'una família del Principat del Piombino i del Ducat de Sora, Ignazio Gaetano era el quart fill del príncep Gaetano Boncompagni i la seva muller, la princesa Laura Chigi. La seva condició de fill petit el destinà a la carrera eclesiàstica des de ben petit, com era tradició a la seva família des dels temps del Papa Gregori XIII.
Completà els estudis a la Universitat La Sapieza de Roma, on el 1761 rebre el doctorat en Dret. A partir de maig de 1754, però, el Papa Bent XIV havia garantit tots els beneficis eclesiàstics que la família Boncompagni Ludovisi gaudia sobre la diocesi de Sora i Aquino vacant des de la dimissió en aquell any el titular, el cardenal Pier Luigi Carafa. Nomenat arximandrita del monestir de Sant'Adriano de la diòcesi de Rossano, esdevingué també abat comendatari de Santa Maria de Giosafat, a la diòcesi de Cosenza mitjançant butlla del Papa Climent XIII del 27 d'abril de 1763, segons la qual el nomenava cambrer privat de Sa Santedat. Referendat dels tribunals de la Signatura Apostòlica i de gràcia i justícia el 12 de desembre de 1765, esdevingué vicedelegat a Bolonya, ciutat bressol de la família Boncompagni, el 19 de novembre de 1766. El 1767 va ser nomenat delegat apostòlic a la Comissió per les Aigües de les tres legacions a Bolonya, Ferrara i la Romanya.

### Cardenal
El 17 de juliol de 1775 va ser creat cardenal in pectore, i el 13 de novembre de 1775 el Papa Pius VI el nomenà Cardenal diaca de Santa Maria in Via Lata.
El 1780 va ser nomenat llegat a Bolonya. A la ciutat Boncompagni publicà un pla de reformes econòmiques per tal de millorar les finances dels Estats Pontificis i per afavorir l'activitat productiva (el comerç i la indústria). El pla es basava en una reforma fiscal que preveia l'aplicació d'impostos directes sobre la propietat de les terres. El senat de Bolònia, format per membres de l'aristocràcia terratinent s'oposà al pla de reforma il·lustrat del cardenal llegat i l'experiment fracassà, tot i que el 1796 Bolonya va ser ocupada per les tropes de Napoleó. Entre juny de 1785 i setembre de 1789 Boncompangni va ser el Cardenal Secretari d'Estat de Pius VI.
Va ser prefecte de la congregació cardenalícia de la Sacra Consulta (una magistratura equivalent a un Consell d'estat actual) i de les congregacions d'Avinyó i Loreto. Entre els protegits de Boncompagni l'historiador Gaetano Moroni recorda l'Orde dels Frares Menors Caputxins i el Col·legi Germanohongarès.
Va morir a Bagni di Lucca el 9 d'agost de 1790.

## Escrits
- Legazione di Bologna, Editto Per la revisione delle misure, che si trovano descritte nel Comparto fatto in occasione della tassa de' due bajocchi per tornatura destinata per dote del Nuovo Monte Sussidio d'Acque. Ignazio Boncompagni Ludovisi vice-legato di Bologna e commissario apostolico, in Bologna : per Gio. Battista Sassi successore del Benacci pre la Stamperia Camerale
- Legazione di Bologna, Notificazione a tutti li signori interessati, o possidenti sulla destra del Po di Primaro fra il Zaniolo, e il Reno. Ignazio Boncompagni Ludovisi vice-legato di Bologna, e commissario apostolico, In Bologna : per Gio. Battista Sassi successore del Benacci per la Stamperia Camerale
- Legazione di Bologna, Notificazione a' possidenti, alli quali sono stati occupati li fondi colli lavori della commissione delle acque. Ignazio Boncompagni Ludovisi vice-legato di Bologna, e commissario apostolico, In Bologna : per Gio. Battista Sassi, per la Stamperia Camerale
- Legazione di Bologna, Notificazione Circa un nuovo termine per l'appalto dell'esigenza della tassa de' due bajocchi per ogni tornatura, stabilita per dote del nuovo Monte Sussidio d'Acque. Ignazio Boncompagni Ludovisi vice-legato di Bologna, e commissario apostolico, In Bologna : per Gio. Battista Sassi successore del Benacci per la Stamperia Camerale
- Legazione di Bologna, Bando sopra il lavoro della diversione, e nuova inalveazione del torrente Savena. Ignazio ... Boncompagni Ludovisi ... delegato apostolico, In Bologna : per Gio. Battista Sassi, per la Stamperia Camerale
- Legazione di Bologna, Aggiunta di dichiarazioni, e stabilimenti alla constituzione militare dei 12. luglio 1757. Fatti in occasione delle rassegne generali delle milizie si a piedi, che a cavallo di questa città, e legazione di Bologna, tenutesi nell'anno 1779. dall'eminentissimo, e reverendissimo sig. cardinale Ignazio Boncompagni Ludovisi legato a latere della medesima, In Bologna : per Gio. Battista Sassi, per la Stamperia camerale
- Legazione di Bologna, Notificazione. Ignazio Boncompagni Ludovisi vice-legato di Bologna, e commissario apostolico. Avendo ... Papa Clemente 13. ... approvate le risoluzioni, In Bologna : per Gio. Batista Sassi successore del Benacci per la Stamperia Camerale
- Legazione di Bologna, Avendo l'Eminentissimo, e Reverendissimo Sig. Cardinale Ignazio Boncompagni Ludovisi Delegato Apostolico per gli Affari delle acque nelle tre provincie di Bologna, Ferrara, e Romagna fatto il Decreto del seguente tenore, In Bologna : per Gio. Batista Sassi successore del Benacci per la Stamperia Camerale
- Legazione di Bologna, Notificazione Sopra l'imposizione della tassa di due bajocchi per tornatura, che deve servire per dote del nuovo Monte da erigersi, e da chiamarsi col nome di Monte Sussidio d'Acque. Ignazio Boncompagni Ludovisi vice-legato di Bologna, e commissario apostolico, In Bologna : per Gio. Battista Sassi successore del Benacci per la Stamperia Camerale
- Legazione di Bologna, Notificazione. Ignazio del titolo di S. Maria in Portico, della S.R.C. Diacono Card. Boncompagni Ludovisi delegato apostolico, In Bologna : per Gio. Battista Sassi per la Stamperia Camerale
- Legazione di Bologna, Decreto contro le abusive dilazioni che si estorcono da' debitori, In Bologna : per Gio. Battista Sassi. Stampatore camerale
- Ignazio Boncompagni Ludovisi, Le riflessioni sopra i chirografi di N.S. papa Pio 6. de' 25 ottobre, e 7 novembre 1780 risguardanti la pubblica economia di Bologna esaminate, Lucca, 1781 [i.e. 1783]
- Legazione di Bologna, Bando di proibizione di commercio cogli stati della Dalmazia, sue isole grosse, quelle del Quarner, Bocche di Cattaro, Castel nuovo, Curzola, e stato di Ragusi, siccome pure coll'Albania veneta, città, e territorio di Spalatro, ed Istria. Ignazio card. Boncompagni Ludovisi della città, e contado di Bologna a latere legato, in Bologna : per Gio. Battista Sassi, stampatore camerale